# Episodi di Veronica Mars (quarta stagione)
La quarta e ultima stagione della serie televisiva Veronica Mars è stata pubblicata sulla piattaforma streaming di video on demand Hulu il 19 luglio 2019.
In Italia, la stagione va in onda dal 31 marzo al 4 luglio 2020 su Premium Crime. Gli episodi 5-6-7 sono stati momentaneamente trasmessi in lingua originale sottotitolati in italiano, in quanto non ancora doppiati a causa dell'emergenza COVID-19. L'ultimo episodio è stato invece regolarmente trasmesso doppiato in italiano il 19 maggio 2020 (invece la versione doppiata degli episodi 5-6-7 è stata trasmessa il 4 luglio durante la maratona di tutta la stagione).
| nº | Titolo originale             | Titolo italiano            | Pubblicazione USA | Prima TV Italia |
| -- | ---------------------------- | -------------------------- | ----------------- | --------------- |
| 1  | Spring Break Forever         | Vacanze di primavera       | 19 luglio 2019    | 31 marzo 2020   |
| 2  | Chino and the Man            | Cinque minuti di celebrità | 19 luglio 2019    | 7 aprile 2020   |
| 3  | Keep Calm and Party On       | Aria di complotto          | 19 luglio 2019    | 14 aprile 2020  |
| 4  | Heads You Lose               | Una mente esplosiva        | 19 luglio 2019    | 21 aprile 2020  |
| 5  | Losing Streak                | Inganni e delusioni        | 19 luglio 2019    | 4 luglio 2020   |
| 6  | Entering a World of Pain     | Coincidenze                | 19 luglio 2019    | 4 luglio 2020   |
| 7  | Gods of War                  | L'ultima bomba             | 19 luglio 2019    | 4 luglio 2020   |
| 8  | Years, Continents, Bloodshed | Arrivederci Neptune        | 19 luglio 2019    | 19 maggio 2020  |